# Theater am Hechtplatz
Das Theater am Hechtplatz ist ein seit 1959 existierendes Kleintheater beim Bellevue in Zürich. Es bietet rund 250 Plätze und wird von der Stadt Zürich betrieben. Das Bühnenprogramm besteht hauptsächlich aus Kabarett, Komödien und Musiktheater sowie den Produktionen der Zürcher Märchenbühne, die seit 1963 am Hechtplatz gespielt werden.

## Entstehung

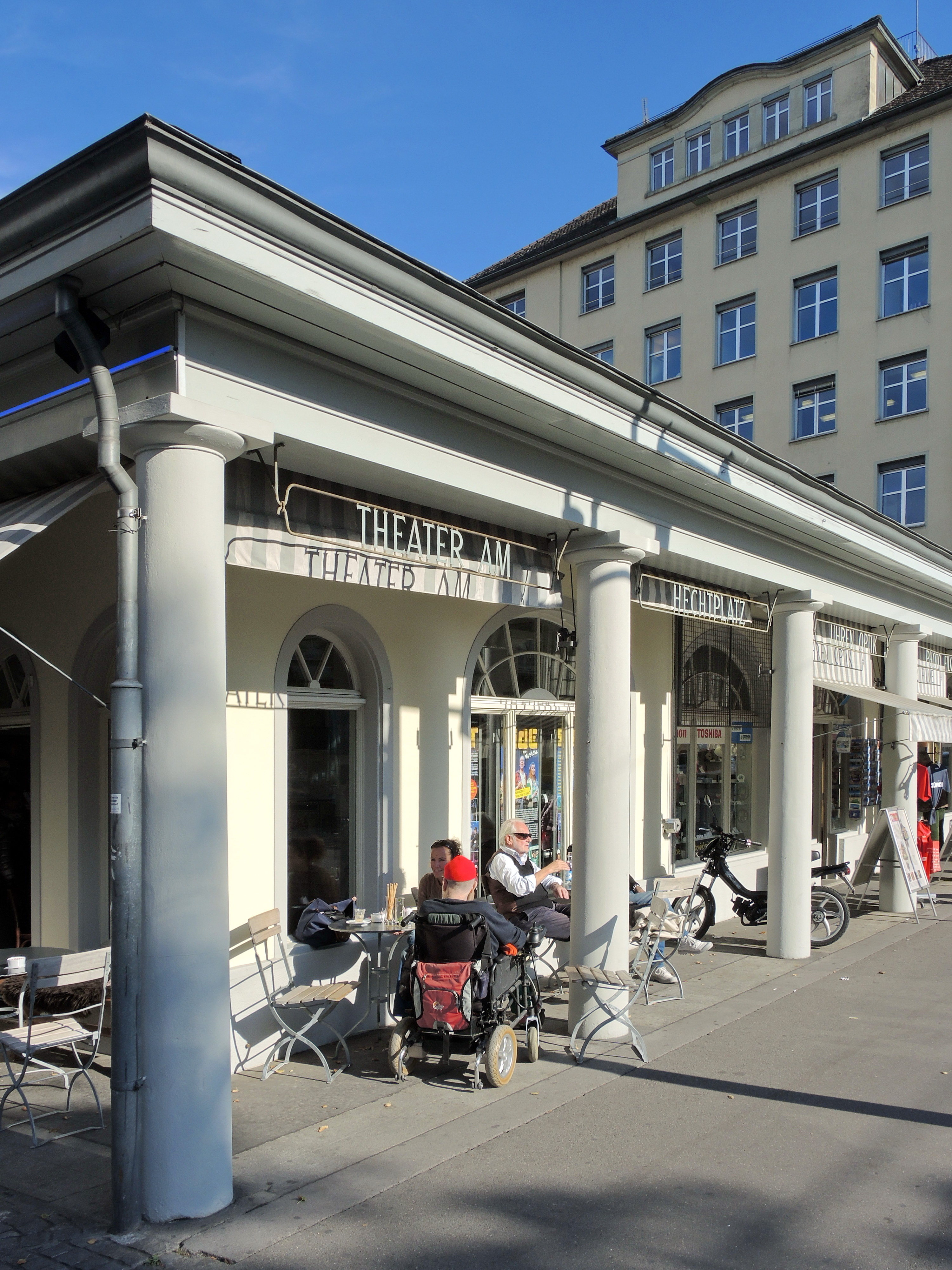
Theater am Hechtplatz am Limmatquai in Zürich

Das Theater am Hechtplatz wurde mit Unterstützung des damaligen Stadtpräsidenten Emil Landolt durch den Architekten Ernst Gisel im ehemaligen Feuerwehrhaus am Hechtplatz eingerichtet. Es sollte der Zürcher Kleinkunstszene (u. a. Cabaret Fédéral) nach dem Wegfall des Saals im Hotel Hirschen eine neue Bühne bieten. Die Eröffnung wurde am 25. April 1959 mit der Produktion Eusi chliini Stadt (Unsere kleine Stadt) von Werner Wollenberger, Otto Weissert und Hans Moeckel gefeiert. Seit 1963 wurde es von Felix Rogner geleitet, dem Rudolf Sauser, Nicolas Baerlocher, Dominik Flaschka und Ariane Russi folgten.
Zahlreiche schweizweit bekannte Kleinkunstschaffende wie Alfred Rasser, César Keiser und Margrit Läubli, Franz Hohler, Joachim Rittmeyer, Lorenz Keiser, Dimitri und Gardi Hutter feierten im Theater am Hechtplatz die Premieren ihrer Programme.

## Renovation
Anfang 2025 wurde bekanntgegeben, dass die Stadt Zürich das Gebäude des Theaters am Hechtplatz im Jahr 2026 umfassend renovieren wird. Es sollen dabei Gebäudetechnik und Innenausstattung erneuert werden. Ziel ist die Anpassung an gesetzliche Vorschriften, die Verbesserung von betrieblichen Abläufen und die energetische Modernisierung des Hauses. Das Theater weicht im Jahr 2026 in das Kirchgemeindehaus der evangelischen Kirche Seefeld aus und kehrt 2027 in das erneuerte Theatergebäude zurück.